# Nectandra ovatocaudata
Nectandra ovatocaudata är en lagerväxtart som beskrevs av Rohwer. Nectandra ovatocaudata ingår i släktet Nectandra och familjen lagerväxter. Inga underarter finns listade i Catalogue of Life.